# Fritz Berolzheimer
Fritz Berolzheimer (geboren am 3. Januar 1869 in Bamberg; † gestorben am 30. September 1920 in Berlin) war ein deutscher Rechtsphilosoph und Wirtschaftsphilosoph jüdischer Herkunft.

## Leben und Werk
Berolzheimer war der einzige Sohn von Julius und Zerlina Berolzheimer, die Tochter einer jüdischen Kaufmannsfamilie war. Er nahm nach Ende seiner Schulzeit ein Studium der Rechtswissenschaft an den Universitäten München und Berlin auf, 1890 beendete er dies in Berlin. Im Anschluss promovierte er bei Karl Lüder an der Friedrich-Alexander-Universität Erlangen.
Berolzheimer wirkte zunächst als Rechtsanwalt in Fürth, danach von 1895 bis 1901 in München, dann als Privatgelehrter in Berlin. Seine Habilitation und damit eine akademische Laufbahn scheiterten, weil er in ein strafrechtliches Vermittlungsverfahren involviert war. Eine erneute Zulassung als Rechtsanwalt sowie Syndikus kam erst 1916 in Berlin zustande. So wirkte er außerhalb der Universität als Autor.
Er gilt als Klassiker der Rechts- und Wirtschaftsphilosophie, wobei er eine Variante des Neuhegelianismus vertrat, die gegenüber einem Rechtspositivismus oder apriorischen Rechtsbegründungen eine Form des Kulturrechts einzuführen versucht, die sich mit insbesondere geschichtswissenschaftlicher, rechtsempirischer und rechtsvergleichender Methodik z. B. aus Verfassungsgrundsätzen herleiten lasse, aber auch als ungeschrieben beanspruchbar sei und höher stehe als das positive Gesetzesrecht. Er verfasste das fünfbändige System der Rechts- und Wirtschaftsphilosophie (1904–07); 1907 war er Mitbegründer des Archivs für Rechts- und Wirtschaftsphilosophie (ARWP).

## Werke
- Rechtsphilosophische Studien, München 1903.
- Die Entgeltung im Strafrecht, München 1903.
- System der Rechts- und Wirtschaftsphilosophie, C.H. Beck, München 1904–07.
  - Band 1. Kritik des Erkenntnisinhaltes, München 1904.
  - Band 2. Die Kulturstufen der Rechts- und Wirtschaftsphilosophie, München 1905.
  - Band 3. Philosophie des Staates samt den Grundzügen der Politik, München 1906.
  - Band 4. Philosophie des Vermögens einschliesslich des Handelsverkehrs, München 1907.
  - Band 5. Strafrechtsphilosophie und Strafrechtsreform, München 1907.
- Deutschland von Heute, Berlin 1909.
- Die Gefahren einer Gefühlsjurisprudenz in der Gegenwart, Berlin 1911.
- Methodik und Abgrenzung der Politik. In: Handbuch der Politik, Berlin und Leipzig 1914
- The World's Legal Philosophies (Modern Legal Philosophy Series, Vol. 2), Lawbook Exchange Ltd 2002, ISBN 1-58477-255-7. (Online bei Google Books)